# 27952 Atapuerca
27952 Atapuerca è un asteroide della fascia principale. Scoperto nel 1997, presenta un'orbita caratterizzata da un semiasse maggiore pari a 2,3777383 UA e da un'eccentricità di 0,0845677, inclinata di 5,77947° rispetto all'eclittica.